# بوبي أير
بوبي أير (بالإنجليزية: Bobby Ayre)‏ هو لاعب كرة قدم بريطاني، ولد في 26 مارس 1932 في Berwick-upon-Tweed ‏ في المملكة المتحدة. شارك مع منتخب إنجلترا تحت 21 سنة لكرة القدم. أما مع النوادي، فقد لعب مع تشارلتون أثلتيك ونادي ريدنغ ونادي ويموث.